# Parlamentswahl in Serbien 2012
- SPS: 44
- DS: 67
- LDP: 19
- Mind.: 10
- URS: 16
- SNS: 73
- DSS: 21

Am 6. Mai 2012 fanden die regulären Parlamentswahlen in Serbien statt. Parallel zu den Wahlen für die Nationalversammlung wurde auch das Parlament der autonomen Provinz Vojvodina sowie die Parlamente zahlreicher Kommunen in Serbien gewählt. Nachdem der amtierende Präsident Boris Tadić seinen Rücktritt am 4. April 2012 erklärt hatte, fand auch die erste Runde der Präsidentschaftswahl an diesem Termin statt.

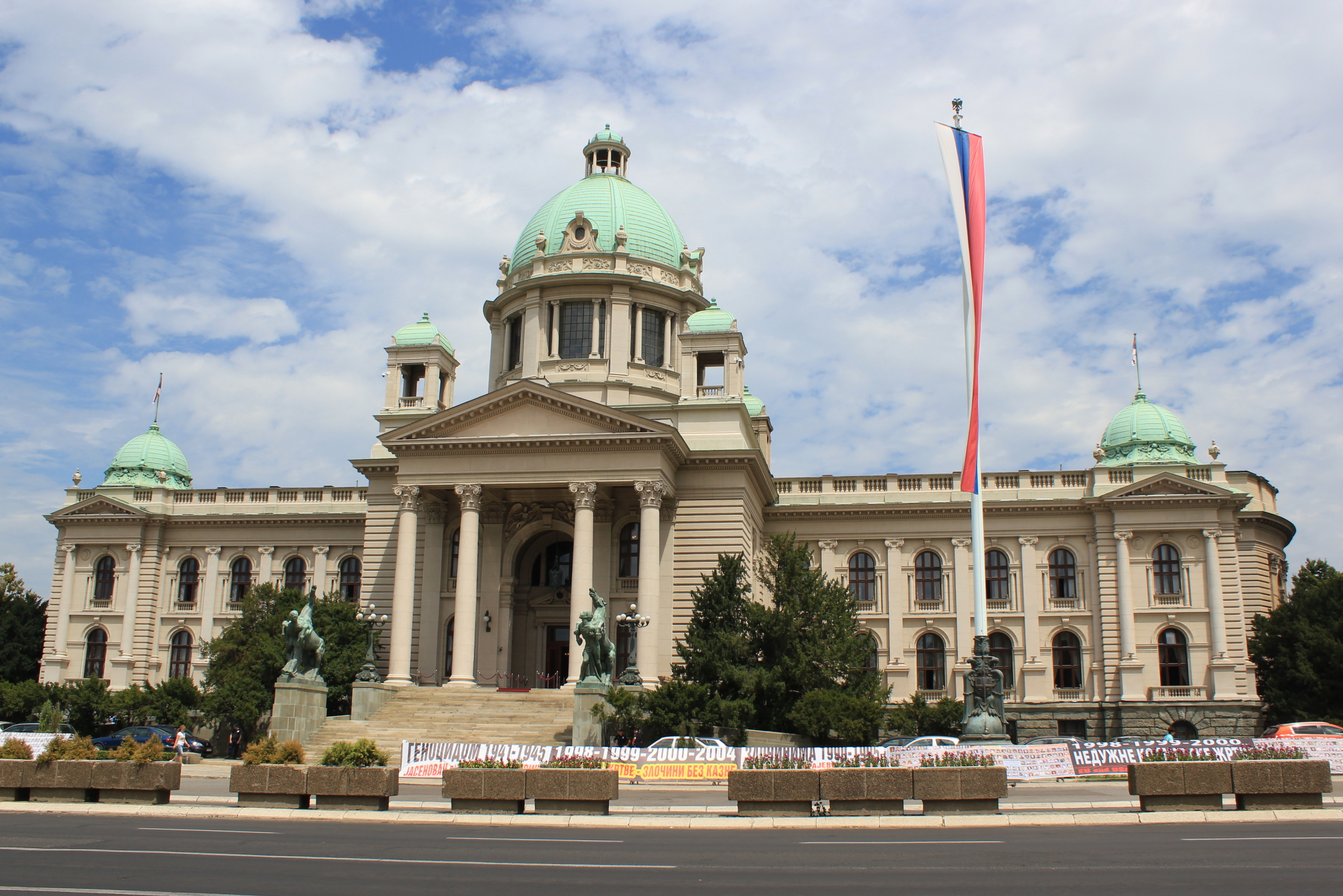
Sitz der Nationalversammlung in Belgrad

Die Liste Setzen wir Serbien in Gang (Pokrenimo Srbiju)  - Tomislav Nikolić gewann die Parlamentswahlen mit 24,01 % und erhielt als stärkste Kraft 73 Parlamentssitze, vor der Liste Wahl für ein besseres Leben - Boris Tadić (22,07 %), auf die 67 Sitze entfallen. Zur drittstärksten Kraft wurde das Wahlbündnis von Ivica Dačić unter der Führung der Sozialistischen Partei Serbiens mit 14,54 % der Stimmen, was 44 Sitzen entspricht. Den Sprung in die Skupština schafften außerdem die Demokratische Partei Serbiens mit 7 % (21 Sitze), das Wahlbündnis Preokret - Wende mit 6,53 % (20 Sitze) und die Vereinten Regionen Serbiens unter Mlađan Dinkić mit 5,51 % (16 Sitze). Weitere neun Sitze gingen an Minderheitenparteien. Die nationalistische Serbische Radikale Partei blieb mit 4,61 % unter der Fünfprozenthürde und musste das Parlament verlassen.
Die serbische Justiz hat Ermittlungen wegen Wahlbetrugs aufgenommen, nachdem 3000 Stimmzettel in einer Ortschaft der nordserbischen Provinz Vojvodina in einem Müllcontainer entdeckt worden sein sollen.
Des Weiteren wurden Stimmen laut, dass es zu erheblichen Wahlmanipulationen kam, indem an vielen Wahllokalen die offiziellen Wahlergebnisse um mehrere hundert bis tausend ungültiger Stimmzettel gefälscht worden seien. Damit sei die Wahlbeteiligung künstlich um mehrere Prozentpunkte erhöht, was dazu führte, dass die Serbische Radikale Partei und das Bündnis Dveri Srpske unter die 5-Prozent-Marke rutschten. Aufgrund dieser Vorwürfe kam es in mehreren serbischen Städten, trotz Verbot, zu Kundgebungen und Massenprotesten.

## Ausgangslage
Die letzte Parlamentswahl 2008 fand in einer aufgeheizten Atmosphäre statt und kam einem Referendum über die Frage einer möglichen Kandidatur zur Europäischen Union gleich. Die damalige Regierungskoalition war nach der Unabhängigkeitserklärung Kosovos über die Frage zerbrochen, ob Serbien das Stabilisierungs- und Assoziationsabkommen (SAA) mit der EU unterzeichnen sollte. Während sich der nationalkonservative Premierminister Vojislav Koštunica (DSS) dagegen wandte, verfolgte Präsident Boris Tadić mit seiner Demokratischen Partei (DS) einen proeuropäischen Kurs.
Das Wahlbündnis um die Demokratische Partei (DS) ging als stärkste Kraft aus den Wahlen hervor. Die extrem-nationalistische Serbische Radikale Partei (SRS) wurde zweitstärkste Kraft, während sich Koštunica weit abgeschlagen auf dem dritten Rang wiederfand. Die Regierungsbildung konnte jedoch nur erfolgreich gestaltet werden, weil es Tadić gelang, die Sozialistische Partei Serbiens (SPS), die ehemalige Partei Slobodan Miloševićs,  zu einer Koalition mit seinen Demokraten zu bewegen. Das Bündnis um DS und SPS, verstärkt durch die liberale G17 Plus und einige Regional- und Minderheitenparteien, konnte durchaus als historisch bezeichnet werden, koalierten mit den Demokraten und Sozialisten doch zwei Kräfte, die sich unter dem Milošević-Regime feindlich gegenüberstanden.
Entgegen vielen Erwartungen hat die mit nur hauchdünner Mehrheit ausgestattete Koalition unter Tadićs Premierminister Mirko Cvetković die gesamte Legislaturperiode ohne größere Krisen durchgestanden. Damit ist sie seit 2001 die erste Regierung, die volle vier Jahre regierte.
Zu den Erfolgen der Koalition kann die Zivilisierung und Rationalisierung der serbischen Politik gezählt werden. Nachdem sich die größte Oppositionspartei SRS kurz nach der Wahl spaltete, und es ihrem abgespaltenen Flügel unter dem Namen Serbische Fortschrittspartei (SNS) gelang, den Großteil ihrer Wähler auf seine Seite zu ziehen, ist das extrem-nationalistische Lager marginalisiert. Tomislav Nikolić, Parteiführer der SNS, vertritt einen erklärt proeuropäischen Kurs. Die alte Spaltung in Nationalisten und europäisch Orientierte ist somit einem mehrheitlich proeuropäischen Konsens gewichen, der nur noch von den Rest-Radikalen (SRS) und dem zunehmend nach rechts abdriftenden Koštunica (DSS) infrage gestellt wird. Beide europaskeptische Parteien kamen jedoch in Umfragen nicht über 15 % hinaus.
In der Europapolitik bewegte sich Serbien mit großen Schritten auf die Europäische Union zu. Nach der Unterzeichnung des SAA folgte der offizielle Beitrittsgesuch, die Aufhebung der Visumpflicht und zuletzt durch die Kommission ein sehr positiver Fortschrittsbericht mit einer klaren Empfehlung für den Kandidatenstatus. Dass dieser auf dem Gipfel des Europäischen Rates im Dezember 2011 vorerst verwehrt worden ist, hing im Wesentlichen mit der Kosovoproblematik zusammen, die spätestens mit gewalttätigen Auseinandersetzungen an den Grenzübergang des Kosovo nach Serbien seit Sommer 2011 wieder virulent wurde.
In der Kosovofrage verfolgte die Koalition unter Führung der DS eine Politik der zwei Ziele: Kosovo und EU. Während Koštunica anmerkte, Serbien könne nicht gleichzeitig in die EU und den Anspruch auf Kosovo aufrechterhalten, wollte die derzeitige Regierungskoalition beides verbinden. Spätestens seit dem Besuch Bundeskanzlerin Merkels im August 2011 stellte sich diese doppelte Zielsetzung als illusionär heraus. Erst durch Zugeständnisse Belgrads in der Frage der Vertretung des Kosovo bei internationalen Konferenzen wurde Serbien Anfang März 2012 der Status eines Beitrittskandidaten der Europäischen Union zuerkannt. Dieser Schritt wird auch als Unterstützung der EU für die proeuropäischen Kräfte bei den anstehenden Wahlen gesehen.
Ebenso verfahren wie die Kosovofrage gestaltete sich die Wirtschaftspolitik der Regierung. Ursprünglich angetreten mit dem Versprechen, die Lebensverhältnisse der Bevölkerung spürbar zu bessern, sah sich die Regierung mit den Auswirkungen der Weltwirtschafts- und -finanzkrise konfrontiert. Die offizielle Arbeitslosigkeit ist von 15 % (2009) auf 23 % (November 2011) gestiegen. 1,7 Mio. Erwerbstätige stehen 0,7 Mio. Arbeitslosen und 1,4 Mio. Rentnern gegenüber. Auch wird für das Jahr 2012 nur ein Wirtschaftswachstum von 0,5 % erwartet. Im Januar 2012 musste die Regierung zudem das Stahlwerk in Smederevo vom US-Konzern US Steel zurückkaufen, das noch 2010 10 % der Gesamtexporte ausmachte.

## Wahlberechtigte
Die Zahl der Wahlberechtigten wurde von der Wahlkommission am 22. April mit 7.026.579 Bürgern angegeben.

## Angetretene Parteien
| Wahlbündnis / Partei                                                                                    | Spitzenkandidat | Politische Ausrichtung | Stimmenanteil 2012 (Prozent) | Stimmenanteil 2008 (Prozent) | Bündnispartner |
| --- | --- | --- | ---------------------------- | --- | --- |
| Steh auf, Serbien - Tomislav Nikolić                                                                    | Tomislav Nikolić | rechtskonservativ, nationalistisch, (pro)europäisch                                                                                                 | 24,01                        | Nikolić trat mit den meisten anderen Abgeordneten nach der Parlamentswahl 2008 aus der Serbischen Radikalen Partei aus und gründete die Serbische Fortschrittspartei. | Unter der Führung der Serbischen Fortschrittspartei treten gemeinsam Nova Srbija, Sozialistische Bewegung, Bewegung der Kraft Serbiens, Serbische Vereinigung der Klein- und Mittelbetriebe, Vereinigung der Flüchtlinge in Serbien, Volksbauernpartei, Bosniakische Volkspartei, Demokratische Partei der Mazedonier, Romapartei, Vereinigungsbewegung der Walachen und die Wirtschaftliche Erneuerung Serbiens als Wahlkoalition an. |
| Wahl für ein besseres Leben - Boris Tadić                                                               | Kein Spitzenkandidat festgelegt, da Boris Tadić selbst am 6. Mai bei der gleichzeitigen Präsidentschaftswahl antritt. Im Gespräch für das Amt des Premierministers sind u. a. Dušan Petrovic, Außenminister Vuk Jeremić und der Belgrader Bürgermeister Dragan Đilas. | sozialdemokratisch, sozialliberal, proeuropäisch | 22,07                        | 39,25 (als Koalition Für ein europäisches Serbien) | Unter der Führung der Demokratischen Partei – Boris Tadić bilden die Liga der Sozialdemokraten der Vojvodina, die Sozialdemokratische Partei Serbiens (SDPS), die Demokratische Allianz der Kroaten in der Vojvodina, die Grüne Serbiens und die Christdemokratische Partei Serbiens eine Wahlkoalition. |
| Ivica Dačić – Sozialistische Partei Serbiens-Partei der vereinigten Pensionäre Serbiens-Einiges Serbien | Ivica Dačić | sozialdemokratisch, postkommunistisch | 14,54                        | 7,75 | Bündnis bestehend aus Sozialistischer Partei Serbiens, Partei der vereinigten Pensionäre Serbiens, Einiges Serbien |
| Demokratische Partei Serbiens                                                                           | Vojislav Koštunica | rechtskonservativ, nationalistisch | 7,0                          | 11,87 | |
| Wahlbündnis Preokret - Wende                                                                            | Čedomir Jovanović | liberal – Jovanović war ursprünglich Mitglied der Demokratischen Partei, aus der er 2005 austrat, bevor er die Liberaldemokratische Partei gründete | 6,53                         | 5,35 | Unter der Führung der Liberaldemokratischen Partei treten gemeinsam die Sozialdemokratische Union, die Serbische Erneuerungsbewegung – Vuk Drašković, Reiches Serbien, die Grün-Ökologische Partei, die Demokratische Partei des Sandžak und die Partei der Bulgaren aus Serbien an. |
| Vereinte Regionen Serbiens                                                                              | Mlađan Dinkić | liberal, regionalistisch | 5,51                         | 39,25 (Ihre größte Einzelpartei, die G17 Plus, trat als Teil der Wahlkoalition der Demokratischen Partei an)                                                          | Wahlbündnis bestehend aus G17 Plus, Gemeinsam für die Šumadija, Partei der Vojvodina, Volkspartei und weiteren regionalen und lokalen Kleinstparteien. |
| Serbische Radikale Partei                                                                               | Dragan Todorović | extrem nationalistisch, antieuropäisch | 4,61                         | 30,10 | |
| Dveri za život Srbije                                                                                   | | | 4,34                         | | |
| Bund der vojvodinischen Ungarn                                                                          | Ištvan Pastor | | 1,77                         | | |
| Arbeiter- und Bauernbewegung                                                                            | | | 1,46                         | | |
| Kommunistische Partei „Josip Broz“                                                                      | | titoistisch | 0,74                         | | |
| Partei der demokratischen Aktion des Sandschak                                                          | Sulejman Ugljanin | | 0,72                         | 0,94 | |
| Alle gemeinsam                                                                                          | | | 0,64                         | | |
| Liste „Keine der Antworten“                                                                             | | | 0,59                         | | |
| Sozialdemokratischer Bund „Nebojša Leković“                                                             | | | 0,43                         | | |
| Reformistische Partei „Milan Višnjić“                                                                   | | | 0,22                         | 0,26 | |
| Montenegrinische Partei „Nenad Stevović“                                                                | Nenad Stevović | | 0,10                         | 0,07 | |

## Meinungsumfragen
| Quelle                         | Datum der Befragung   | DS   | SNS  | SRS | DSS | SPS  | LDP | URS | Andere | Fehlermarge |
| Factor Plus                    | 2.–8. April 2012      | 29,4 | 33,4 | 5,7 | 5,5 | 11,6 | 6,3 | 3,4 | 4,7    | ±3          |
| Factor Plus                    | 19.–27. Dezember 2011 | 26.7 | 32.8 | 7.1 | 5.4 | 7.1  | 5.8 | 3.2 | 11.9   | unbekannt   |
| NSPM                           | 11. November 2011     | 27   | 28.5 | 7.1 | 7.1 | 8.3  | 6.6 | 3.2 | 12.3   | unbekannt   |
| VIP                            | 18. Oktober 2011      | 25   | 36   | 8   | 5   | 7    | 5   |     |        | unbekannt   |
| Strategic Marketing            | 8. Juli 2011          | 29   | 33   | 8   | 6   | 4    | 4   | 4   |        | unbekannt   |
| IFIMES International Institute | 1. – 25. Juli 2011    | 23.3 | 42.9 | 6.9 | 7.8 | 5.4  | 7.1 | 1.8 | 4.8    | ±3          |
| Factor Plus                    | 12. April 2011        | 28.2 | 37.3 |     |     |      |     |     |        | unbekannt   |
| VIP                            | 6. April 2011         | 24.3 | 41.7 | 7.5 | 7.1 | 5.5  | 8.6 | 1.4 |        | unbekannt   |
| IFIMES International Institute | 1. – 25. März 2011    | 24.3 | 41.8 | 7.7 | 7.1 | 5.5  | 8.3 | 1.4 | 3.9    | ±3          |
| TNS Medium                     | 10. Februar 2010      | 30.6 | 29.9 | 8.3 | 6.2 | 6.7  | 4.3 | 3.0 | 11.0   | unbekannt   |
| Strategic Marketing            | 12. September 2009    | 35.1 | 31   | 9.7 | 6.7 | 4.4  | 4.7 |     |        | unbekannt   |
| Strategic Marketing            | 4. September 2009     | 35   | 31   | 10  | 7   | 4    | 5   | 0.5 | 7.5    | unbekannt   |
| Strategic Marketing            | 6. November 2008      | 40   | 20   | 10  | 10  |      | 6   |     |        | unbekannt   |
| Strategic Marketing            | Oktober 2008          | 28.9 | 21   | 7.2 |     |      |     |     |        | unbekannt   |